# Aniołki spod znaku Miserere
Aniołki spod znaku Miserere (fr. La marque des anges – Miserere) – francuski film fabularny z 2013 roku.

## Fabuła
Agent Interpolu wraz z emerytowanym detektywem paryskiej policji szukają ludzi stojących na czele tajnej organizacji. Wspólnie (i przez przypadek) trafiają na trop większej i nietypowej sprawy. 

## Obsada
- Marthe Keller (Laura Bernheim)
- Thierry Lhermitte (Vernoux)
- Héléna Noguerra (Angela Colson)
- Rudiger Vogler (Franz Hartmann)
- Gérard Depardieu (Lionel Kasdan)
- Joey Starr (Frank Salek)
- Thom Hoffman (Sean Singleton)
- Mathieu Carrière (Peter Hansen) i inni.

## Tematyka związana z filmem
- Colonia Dignidad, osada założona przez niemieckich imigrantów w południowym Chile.
- Paul Schäfer, w czasie II wojny światowej członek Hitlerjugend, były lekarz Luftwaffe, założył Colonię Dignidad.
- Josef Mengele, doktor medycyny i antropologii, nazistowski zbrodniarz wojenny, zwany Aniołem Śmierci.
- Maratończyk, film z roku 1976, który zainspirował autora powieści Jean-Christophe’a Grangé’a, występuje w nim także Marthe Keller
- Psalm 51 autorstwa Gregoria Allegrego - utwór muzyczny z XVII w., odgrywający istotną rolę w filmie i w powieści, na podstawie której podstawie powstał film.